# Tenley Albright
Tenley Emma Albright (n. 18 iulie 1935, Newton Centre⁠(d), Newton⁠(d), Massachusetts, SUA) este o fostă patinatoare americană.
A fost prima americană, care a câștigat medalia de aur la jocurile olimpice pe gheață. Aceasta a avut loc la Jocurile Olimpice de iarnă din 1956 în Cortina d'Ampezzo, cu patru ani în urmă în Oslo câștiga medalia de argint după Jeannette Altwegg. A mai câștigat în 1953 și în 1955 la campionate mondiale. Din 1952 până în 1956 a fost maestră națională la patinaj.
După Olimpiada din 1956 se retrage din activitatea sportivă și-și alege alt profil. Va absolvi cu succes un studiu, în 1961 la Harvard Medical School. După aceea va profesa ca medic. Interesul ei pentru medicină s-a dezvolta din vremea copilăriei, de când fusese bolnavă de poleomelită.